# Resolució 12 del Consell de Seguretat de les Nacions Unides
La Resolució 12 del Consell de Seguretat de les Nacions Unides, aprovada el 10 de desembre de 1946, va determinar que dins de l'assumpte denominat com la qüestió grega, Grècia i Iugoslàvia serien convidades a participar, sense dret a vot, mentre que Albània i Bulgària serien convidades a realitzar declaracions abans del Consell, i que posteriorment, Albània i Bulgària serien convidades a participar sense dret a vot.
La "qüestió grega" va ser presentada per la Unió Soviètica al gener de 1946, després d'al·legar que existien interferències en els assumptes interns de Grècia per part de les tropes del Regne Unit, i que això estava causant tensions amb altres països de la regió.
Els paràgrafs 1 i 2 van ser adoptats de forma unànime, mentre que el paràgraf 3 va ser adoptat per majoria. No es va realitzar una votació de la resolució íntegrament.